# Jaffueliobryum arsenei
Jaffueliobryum arsenei là một loài Rêu trong họ Grimmiaceae. Loài này được (Thér.) Thér. mô tả khoa học đầu tiên năm 1928.